# XXVII Seven de Punta del Este
El XXVI Seven de Punta del Este se celebró el 26 y 27 de diciembre de 2015. Se usaron 2 canchas del Punta del Este Polo & Country Club y además hubo un torneo de fútbol femenino antes de los partidos de rugby.

## Equipos participantes
Participaron 18 equipos, entre clubes y selecciones, 2 selecciones nacionales (Chile y Uruguay), 2 uniones provinciales argentinas (Entre Ríos y Santa Fe), 6 clubes argentinos, 7 clubes uruguayos y 1 equipo por invitación (Moby Dick).
| - Carrasco Polo - Entre Ríos - Lobos - Santa Fe - La Tablada - Liceo Naval | - Moby Dick - Old Boys Club - Old Christians - Pucará - Chile - Teros 7 | - Trébol - Córdoba Athletic - Ceibos - Atlético Rosario - Lomas Athletic - MVCC |

| - 15:30 Pucará 12 - 0 MVCC (cancha 1) - 15:30 Córdoba Athletic 19 - 7 Ceibos (cancha 2) - 15:50 La Tablada 12 - 17 Lobos (cancha 1) - 15:50 Liceo Naval 7 - 0 CPC (cancha 2) - 16:10 Lomas 19 - 14 OCC (cancha 1) - 16:10 Atlético de Rosario 19 - 10 Trébol (cancha 2) - 17:00 Entre Ríos 17 - 14 MVCC (cancha 1) - 17:00 Moby Dick 21 - 12 Ceibos (cancha 2) - 17:20 Santa Fe 21 - 0 CPC (cancha 1) - 17:20 Teros 28 - 12 Lobos (cancha 2) - 17:40 Chile 21 - 5 OCC (cancha 1) - 17:40 OBC 12 - 14 Trébol (cancha 2) - 18:30 Moby Dick 14 - 7 Córdoba Athletic (cancha 1) - 18:30 Entre Ríos 0 - 17 Pucará (cancha 2) - 18:50 Teros 5 - 31 La Tablada (cancha 1) - 18:50 Santa Fe 14 - 12 Liceo Naval (cancha 2) - 19:10 OBC 7 - 19 Atlético de Rosario (cancha 1) - 19:10 Chile 12 - 0 Lomas (cancha 2) | - 14:50 Atlético de Rosario 0 - 12 Ceibos (Bronce) - 14:50 Entre Ríos 31 - 5 Lobos (Bronce) - 15:10 Lomas 12 - 28 Trébol (Bronce) - 15:10 Liceo Naval 24 - 17 OCC (Bronce) - 15:30 Santa Fe 5 - 14 Córdoba Athletic (Plata-Oro) - 15:30 Pucara 21 - 7 La Tablada (Plata-Oro) - 15:50 Uruguay 12 - 19 Moby Dick (Plata-Oro) - 15:50 Chile 7 - 12 OBC (Plata-Oro) - 16:10 CPC 7 - 28 MVCC (Consuelo) - 16:40 Ceibos 10 - 0 Entre Ríos (Semi Bronce) - 16:40 Trébol 0 - 12 Liceo Naval (Semi Bronce) - 17:00 Santa Fe 0 - 35 Pucará (Semi Plata) - 17:00 Teros 22 - 12 Chile (Semi Plata) - 17:20 Córdoba Athletic 15 - 0 La Tablada (Semi Oro) - 17:20 Moby Dick 26 - 0 OBC (Semi Oro) - 18:20 Ceibos 10 - 19 Liceo Naval (Copa Bronce Heineken) - 18:40 Teros 7 - 43 Pucará (Copa de Plata Itau) - 19:00 Córdoba Athletic 21 - 5 Moby Dick (Copa de Oro DirecTV) |

| Bandera de Argentina     |
| Campeón Córdoba Athletic |
| Primer título            |